# Liste des unités de mesure de radioactivité
La radioactivité a conduit les scientifiques à inventer de nombreuses unités de mesure pour la mesurer d'une part et pour mesurer ses effets d'autre part :
- l'activité, mesurée en becquerels (Bq), représente une propriété intrinsèque des sources radioactives (le nombre de désintégrations par seconde) ;
- la dose, mesurée en grays (Gy), représente la concentration massique d'énergie reçue lorsqu'on est exposé à une source radioactive ;
- la dose efficace, mesurée en sieverts (Sv), représente (indirectement) le risque pour la santé à la suite d'une exposition à une source radioactive.

Outre ces mesures principales, il existe de nombreuses mesures annexes ou dérivées.

## Mesures d'activité
L'activité d'une source radioactive représente le nombre de désintégrations par seconde à l'intérieur de cette source. C'est une propriété intrinsèque de la source — même si elle varie au cours du temps — tout autant que son poids ou sa taille. On la mesure en becquerels (le curie est une unité historique, encore très utilisée) :
| Unité           | Symbole | Définition Historique                 | Équivalence entre unités ou dimension pour l'unité SI | Nommé en l'hommage de |
| --------------- | ------- | ------------------------------------- | ----------------------------------------------------- | --------------------- |
| becquerel (USI) | Bq      | 1 Bq = une désintégration par seconde | T -1                                                  | Henri Becquerel       |
| curie           | Ci      | 1 Ci = activité de 1 g de 226Ra       | 1 Ci = 3,7 × 1010 Bq                                  | Pierre et Marie Curie |

Outre les unités scientifiques présentés ci-dessus, il y a également deux unités conventionnelles, d'usage courant en pratique :
| Unité                      | Symbole | Equivalence entre unités |
| -------------------------- | ------- | ------------------------ |
| désintégration par seconde | dps     | 1 dps = 1 Bq             |
| désintégration par minute  | dpm     | 1 dpm = 1⁄60 Bq          |

L'activité est notamment une mesure d'inventaire, très utilisée pour caractériser un stock de sources radioactives ou de combustible nucléaires, un volume de rejets, etc.

## Mesures d'activité massique
L'activité massique caractérise la concentration en éléments radioactifs dans un matériau, un aliment ou un objet :
| Unité                          | Symbole | Définition                                                          | Equivalence entre unités ou dimension pour l'unité SI |
| ------------------------------ | ------- | ------------------------------------------------------------------- | ----------------------------------------------------- |
| becquerel par kilogramme (USI) | Bq/kg   | 1 Bq/kg = une désintégration par seconde par kilogramme de matériau | T-1 M-1                                               |
| becquerel par gramme           | Bq/g    | 1 Bq/g = une désintégration par seconde par gramme de matériau      | 1 Bq/g = 1 000 Bq/kg                                  |

En radioprotection, l'activité massique est une mesure fondamentale pour caractériser la dangerosité d'une susbstance. Elle intervient notamment dans différentes réglementations, que ce soit pour la protection des travailleurs ou du public : seuils d'exemptions, au-dessus desquels il faut une autorisation pour utiliser des sources radioactives; limites sur la contamination des aliments destinés à l'homme ou au bétail.

## Mesures d'activité volumique
L'activité volumique caractérise la concentration en éléments radioactifs dans un liquide ou un gaz :
| Unité                          | Symbole | Définition                                                               | Equivalence entre unités ou dimension pour l'unité SI |
| ------------------------------ | ------- | ------------------------------------------------------------------------ | ----------------------------------------------------- |
| becquerel par mètre cube (USI) | Bq/m3   | 1 Bq/m3 = une désintégration par seconde par mètre cube de gaz           | T-1 L-3                                               |
| becquerel par litre            | Bq/l    | 1 Bq/l = une désintégration par seconde par litre de liquide             | 1 Bq/l = 1 000 Bq/m3                                  |
| becquerel par centimètre cube  | Bq/cm3  | 1 Bq/cm3 = une désintégration par seconde par centimètre cube de liquide | 1 Bq/cm3 = 1 000 Bq/l                                 |

En radioprotection, l'activité volumique est l'équivalent pour les liquides et les gaz de l'activité massique pour les solides : on l'utilise notamment pour mesurer et spécifier les limites de contamination pour l'eau, le lait ou l'air.

## Mesures d'activité surfacique
L'activité surfacique caractérise la concentration en éléments radioactifs déposés sur une surface :
| Unité                           | Symbole | Définition                                                               | Equivalence entre unités ou dimension pour l'unité SI |
| ------------------------------- | ------- | ------------------------------------------------------------------------ | ----------------------------------------------------- |
| becquerel par mètre carré (USI) | Bq/m2   | 1 Bq/m2 = une désintégration par seconde par mètre carré de surface      | T-1 L-2                                               |
| becquerel par kilomètre carré   | Bq/km2  | 1 Bq/km2 = une désintégration par seconde par kilomètre carré de surface | 1 Bq/km2 = 1⁄1 000 000 Bq/m2                          |

L'activité surfacique est notamment utilisée pour représenter la contamination des sols, et apparaît beaucoup dans la presse en cas d'accident nucléaire.

## Mesures de taux de comptage
Quand on mesure une source avec un détecteur (notamment un détecteur portable comme le Compteur Geiger), on ne mesure pas une activité mais un taux de comptage, c'est-à-dire le nombre de désintégrations détectées par unité de temps, :
| Unité            | Symbole | Définition                        | Equivalence entre unités ou dimension |
| ---------------- | ------- | --------------------------------- | ------------------------------------- |
| coup par seconde | cps     | 1 cps = une détection par seconde | T-1                                   |
| coup par minute  | cpm     | 1 cpm = une détection par minute  | 1 cpm = 1⁄60 cps                      |

Pour une activité donnée, on ne détectera qu'une fraction plus ou moins grande des désintégrations qui ont eu lieu. Pour cette raison (entre autres), on ne peut pas passer du taux de comptage à l'activité si on n'a pas été formé à ce type de conversion, qui fait appel à différents formules de conversion et valeurs de calibration. Les détecteurs portables sont par contre le plus souvent étalonnés pour permettre de passer facilement du taux de comptage au débit de dose.

## Mesures de dose
Pour définir la dose, il vaut mieux s'y prendre en plusieurs étapes :
- considérons un sujet exposé à une source de rayonnements ionisants ;
- considérons un petit élément de ce sujet pris en un point quelconque (par exemple 1 cm3 au-dessus du coude gauche) ;
- considérons enfin la masse de ce petit élément (environ 1 g si on est dans les tissus mous).

Alors la dose en ce point représente le rapport entre l'énergie déposée dans ce petit élément divisée par la masse de cet élément. La dose est donc avant tout une valeur locale : c'est la concentration massique du dépôt d'énergie, qui varie (plus ou moins selon les cas) d'un point à l'autre. La dose globale au sujet est la moyenne des doses en chaque point.
Dans le Système international, on mesure la dose en grays, mais le rad est encore très utilisé aux États-Unis :
| Unité            | Symbole | Définition Historique                                                         | Equivalence avec l'unité SI ou dimension pour l'unité SI | Nommé en l'hommage de : |
| ---------------- | ------- | ----------------------------------------------------------------------------- | -------------------------------------------------------- | ----------------------- |
| gray (USI)       | Gy      | 1 Gy = 1 J / kg = un joule déposé pour chaque kilogramme de matériau du sujet | L2 T-2                                                   | Louis Harold Gray       |
| rad (États-Unis) | rd      | 1 rd = 100 erg / g                                                            | 1 rd = 10−2 Gy                                           |                         |

Le gray correspond à une dose élevée : c'est l'ordre de grandeur des doses délivrées durant les séances de radiothérapie. Les doses délivrées en radiologie sont plutôt de l'ordre des milligrays.

## Mesures de dose efficace
Plusieurs grandeurs distinctes utilisent la même unité (ce qui peut être source de confusion) :
- la dose équivalente représente le produit de la dose par un facteur de qualité qui dépend du type de rayonnement ionisant : 1 pour les rayons X, rayons Gamma et les Béta, de 5 à 20 pour les neutrons en fonctions de leur vitesse, et 20 pour les Alpha. Cette mesure incorpore donc le fait que pour une même dose, certains rayonnement sont plus dangereux que d'autres ;
- la dose efficace à l'organe représente pour chaque organe le produit de la dose équivalente par un facteur de pondération qui dépend du tissu irradié, allant de 0,01 pour le cerveau à 0,12 pour la moelle osseuse. Cette mesure incorpore donc le fait que pour une même dose équivalente, le risque est plus grand dans certains tissus très radiosensibles ;
- la dose efficace corps-entier est la somme des doses efficaces reçues par chaque organe: elle représente (indirectement) le risque pour la santé (dit risque stochastique) lié à la dose reçue.

La dose équivalente et les doses efficaces se mesurent en sieverts :
| Unité                             | Symbole | Définition                            | Equivalence avec l'unité SI ou dimension pour l'unité SI | Nommé en l'hommage de : |
| --------------------------------- | ------- | ------------------------------------- | -------------------------------------------------------- | ----------------------- |
| sievert                           | Sv      | 1 Sv = 1 Gy pour du rayonnement Gamma | L2 T-2                                                   | Rolf Sievert            |
| rem (röntgen equivalent man, USA) | rem     | 1 rem = 1 rd                          | 1 rem = 0,01 Sv.                                         | Wilhelm Röntgen         |

Les facteurs de pondération tissulaires ont été choisis de manière que leur somme fasse 1. Ainsi, si un sujet est soumis à une irradiation uniforme par un rayonnement dont le facteur de qualité vaut 1, la dose efficace en sieverts est égale à la dose en grays. Si l'irradiation n'est pas uniforme, cette règle ne s'applique plus, mais elle donne au moins un bon ordre de grandeur.
La dose efficace est une des mesures les plus utilisées en radioprotection : de nombreux seuils sont définis en termes de dose efficace (limite maximale autorisée pour le public, limite maximale autorisée pour les travailleurs), et c'est à partir de ces seuils fondamentaux qu'on dérive presque tous les autres,.

## Mesures de débit de dose
Quand un sujet est exposé à une source de rayonnements ionisants, le débit de dose représente le rapport entre la dose radiative et la durée d'exposition. On distingue notamment le débit de dose radioactive, mesuré dans le Système international en grays par seconde (Gy/s), et le débit de dose efficace, mesuré en sieverts par seconde (Sv/s) :
| Unité               | Symbole | Définition                                       | Equivalence avec l'unité SI ou dimension pour l'unité SI |
| ------------------- | ------- | ------------------------------------------------ | -------------------------------------------------------- |
| sievert par seconde | Sv/s    | 1 Sv/s = dose de 1 sievert absorbée en 1 seconde | L2 T-3                                                   |
| sievert par heure   | Sv/h    | 1 Sv/h = dose de 1 sievert absorbée en 1 h       | 1 Sv/h = 1⁄3 600 × 1 Sv/s                                |

En radioprotection, le débit de dose efficace est le (vrai) nom de ce qu'on appelle dans le langage courant « niveau de radioactivité » : c'est la vitesse à laquelle on va absorber de la dose si on est à un endroit donné par rapport à une source radioactive ou à un environnement contaminé. C'est une notion fondamentale, qui sert de base au zonage, c'est-à-dire à la distinction entre des zones plus ou moins radioactives, et donc d'accès plus ou moins restreint.

## Mesures d'exposition
La dose mesure le rapport entre l'énergie déposée dans un petit élément et la masse de cet élément. C'est une mesure précise, mais il a fallu attendre des moyens modernes pour pouvoir faire ce type de mesure. Auparavant, on utilisait une grandeur différente, beaucoup plus facile à mesurer (proxy) avec les moyens de l'époque, l'exposition, qui a été formellement définie dès 1928, comme le rapport entre la charge déposée dans un centimètre cube d'air et la masse de ce volume d'air (0,001 293 g).
Dans le Système international d'unités, elle se mesure maintenant en coulombs par kilogramme :
| Unité                        | Symbole | Définition Historique | Équivalence avec l'unité SI ou dimension pour l'unité SI | Nommé en l'hommage de |
| ---------------------------- | ------- | --- | -------------------------------------------------------- | --------------------- |
| coulomb par kilogramme (USI) | C/kg    | 1 C/kg = induction d'une charge de 1 coulomb dans 1 kilogramme d'air dans les CNTP                                         | I.T.M-1                                                  |                       |
| röntgen (unité historique)   | R       | 1 R = induction d'une unité électrostatique de charge (1/3 nanocoulomb) dans une masse d'air de volume 1 cm3 dans les CNTP | 1 R = 0,258 mC/kg                                        | Wilhelm Röntgen       |

L'exposition est donc avant tout une mesure historique, mais elle est encore parfois utilisée (notamment aux États-Unis).